# Metasphenisca gracilipes
Metasphenisca gracilipes är en tvåvingeart som först beskrevs av Friedrich Hermann Loew 1862.  Metasphenisca gracilipes ingår i släktet Metasphenisca och familjen borrflugor. Inga underarter finns listade i Catalogue of Life.